# 沈阳市第二十七中学
沈阳市第二十七中学位于沈阳市沈河区大南街大佛寺巷27号，占地面积33200平方米，毗邻万柳塘公园、慈恩寺。学校创建于1953年，1959年被辽宁省确定为首批重点中学，2003年被评为辽宁省示范性高中。现任校长为葛海丰。

## 名人
- 武迪生
- 单田芳
- 卓长仁

1. ↑  . www.sy27zx.cn.   [2017-06-22]. （原始内容存档于2017-12-06）.